# Peter Böhm

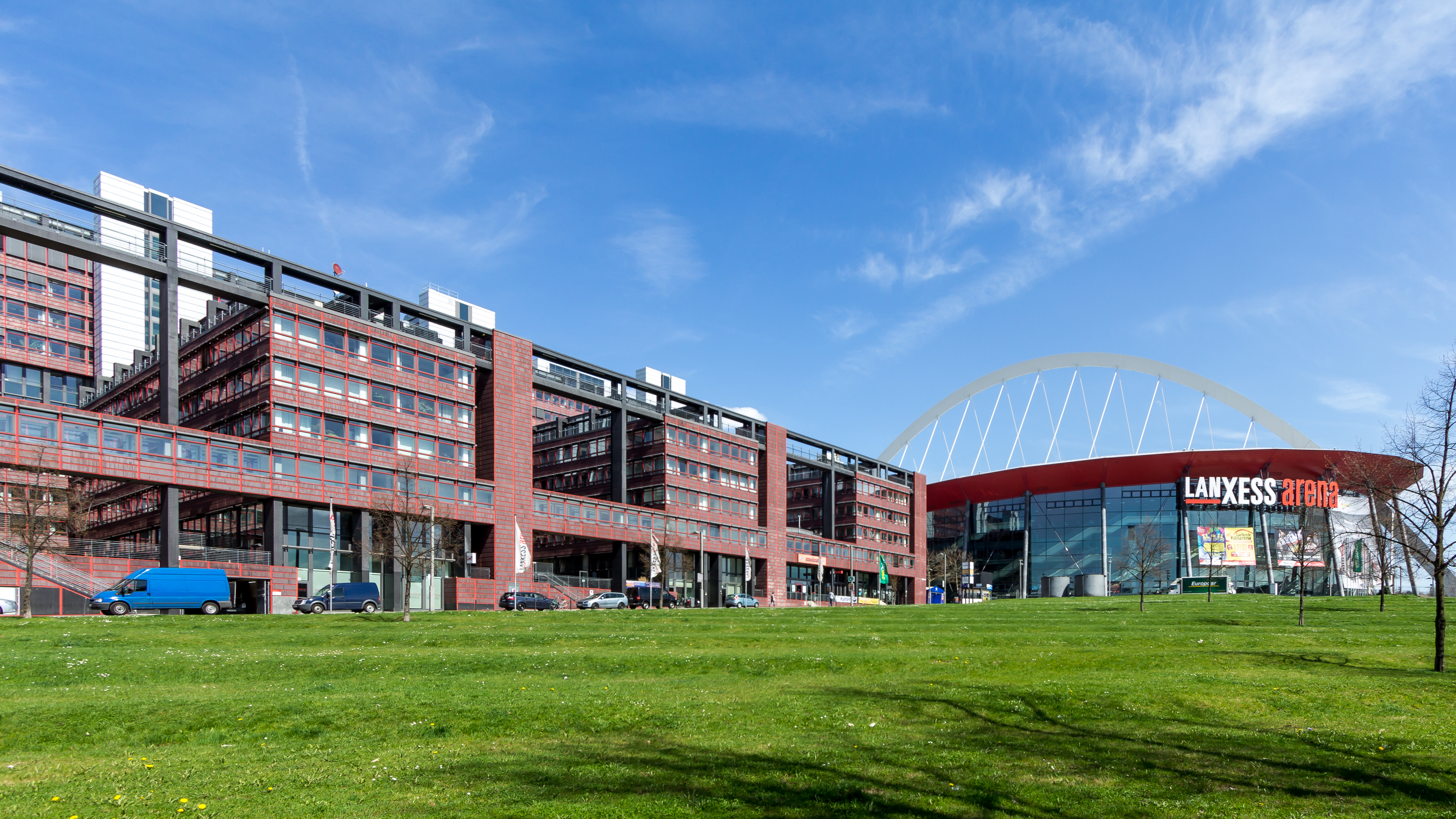
Kölns stadshus och Lanxess Arena.

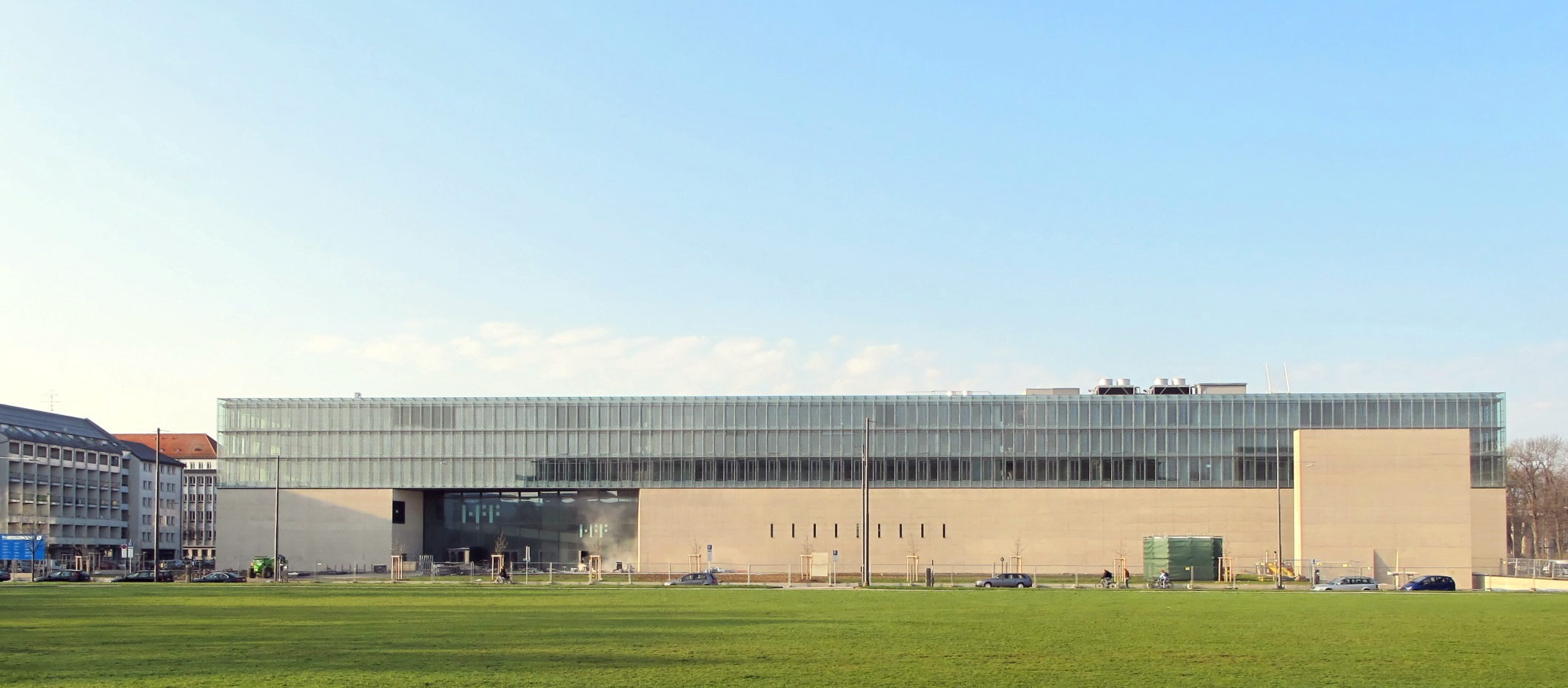
Staatliches Museum Ägyptischer Kunst och Münchens TV- och filmhögskola.

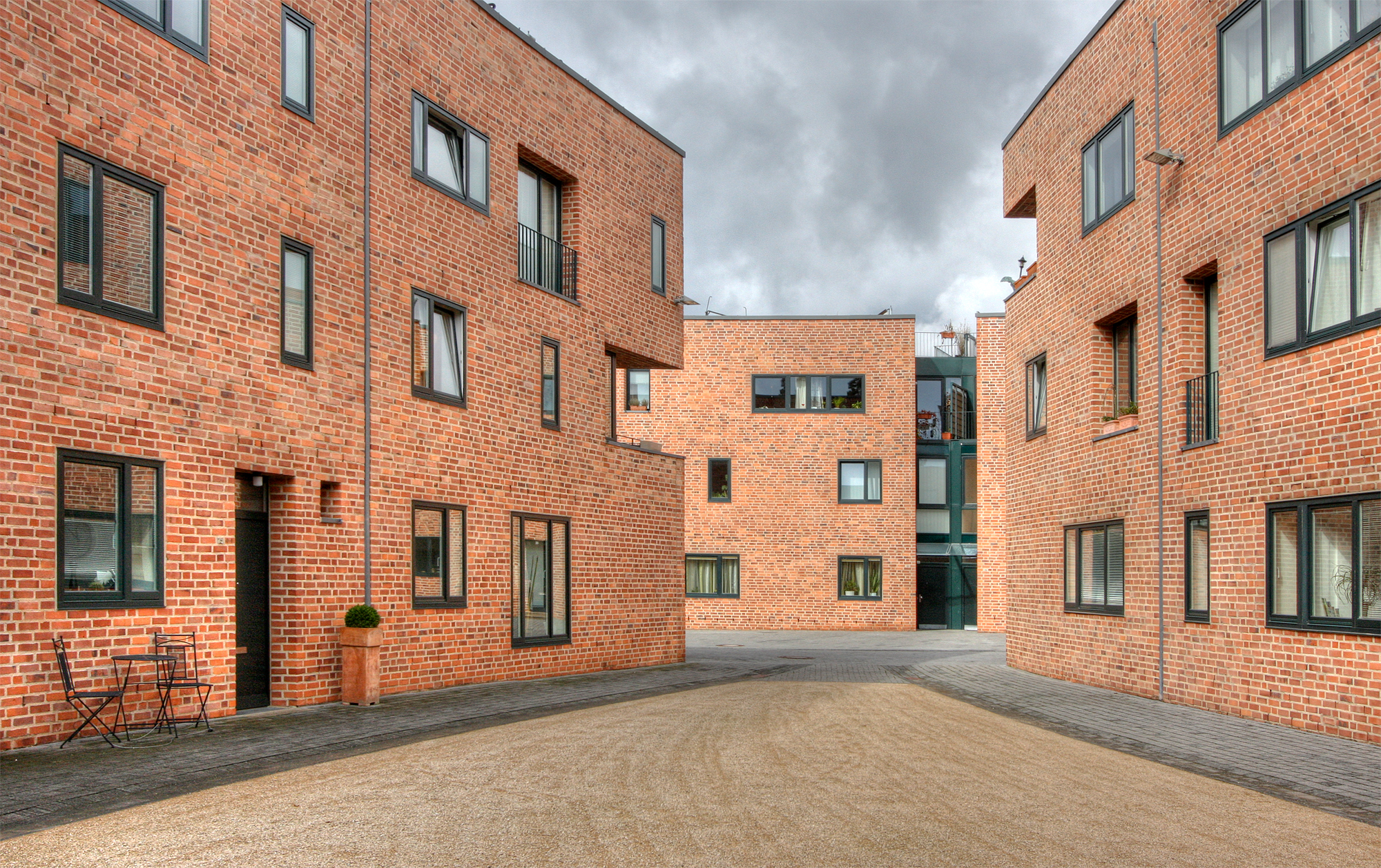
Bostadsområdet Chronos i Hennef i Nordrhein-Westfalen.

Peter Böhm, född 1954 i Köln i dåvarande Västtyskland, är en tysk arkitekt.
Peter Böhm är son till arkitekterna Gottfried Böhm och Elisabeth Böhm och sonson till arkitekten Dominikus Böhm (1880–1955). Han utbildade sig på Technischen Hochschule Berlin 1975–85 och arbetade därefter Otto Steidles arkitektbyrå i Berlin. Från 1987 hade han en egen arkitektbyrå och år 1990 blev han partner i faderns firma. Han bor och arbetar i Köln.

## Verk i urval
- Hochschule für Fernsehen und Film München/Staatliches Museum Ägyptischer Kunst, München 2011
- Wohnhaus Lütticher Straße, Köln 2005
- Quartier Chronos, Hennef i Nordrhein-Westphalen 2002
- Fritidshemmet "Anna Landsberger“, Berlin-Marzahn 2001
- Pfarrheim St. Wolfgang, Regensburg 1998
- Stadshus i Hennef i Nordrhein-Westfalen 1997
- St. Pius X, Hohenstein-Ernstthal, 1996
- Lanxess Arena i Köln 1996
- Kölns stadshus, Köln 1995